# Abdesselam Baccouche
Pour les articles homonymes, voir Famille Baccouche.
Abdesselam Baccouche (عبد السلام بكوش), né en 1871 à Tunis et décédé en 1946 à La Marsa, est un poète et linguiste tunisien.

## Famille et formation
Né dans une famille de la haute bourgeoisie tunisoise, Abdesselam Baccouche est le fils du général Mohamed Baccouche et de Mamiya Ben Ayed qui appartient aussi à la grande notabilité tunisoise qui a donné de nombreux dignitaires à l'administration husseinite. Il épouse la princesse Hallouma Bey, fille de Habib Bey et sœur de Lamine Bey, tous deux bey de Tunis.
Il apprend tout jeune le Coran chez lui, puis rejoint l'école Sadiki où il obtient son diplôme. Il maîtrise bien le français, l'anglais et l'italien.

## Carrière
Baccouche commence sa carrière comme fonctionnaire dans l'administration du grand vizir, puis travaille dans la gestion des finances publiques. Il est membre de quelques clubs sociaux et culturels tels que le Club des étudiants à l'école Sadiki et le club de l'association de la Khaldounia.
Il publie des poèmes dans la revue Chams al-Islam (Le soleil de l'islam), notamment Il est mon Seigneur (هو ربي) et Mahomet, l'exemple parfait (محمد المثال الكامل) en 1937, et dans d'autres journaux, comme Complainte à Sidi Mohamed Salah Bey (رثاء فقيد الوطن سيدي محمد الصالح باي) en décembre 1920 et Complainte à la religion et à la patrie perdues (ورثاء فقيد الدين والوطن). Sa poésie reflète la tendance religieuse et mystique. Ses écrits sont rédigés d'une manière précise et claire.
Il publie également plusieurs articles dans des journaux comme El Hadhira (La Capitale).